# Taulant Seferi
Taulant Fatmir Seferi (Kumanovo, Macedonia del Norte, 15 de noviembre de 1996), más conocido como Taulant Seferi, es un futbolista albanés que juega de centrocampista en el Bodrum F. K. de la Superliga de Turquía.

## Selección nacional
Fue internacional sub-15, sub-17, sub-18, sub-19 y sub-21 con la selección de fútbol de Macedonia del Norte, antes de debutar como internacional absoluto el 26 de mayo de 2014, en un amistoso frente a la selección de fútbol de Camerún, convirtiéndose en el debutante más joven con la selección macedonia, con 17 años, 10 meses y 11 días.
En 2017 el seleccionador de Albania le convenció para jugar con la selección albanesa, yendo convocado con la selección sub-21 para un partido amistoso y otro de clasificación para la Eurocopa Sub-21 de 2019. Finalmente, debutó como internacional absoluto con la selección de fútbol de Albania el 14 de noviembre de 2019 en un partido de clasificación para la Eurocopa 2020 frente a la selección de fútbol de Andorra.

### Participaciones en Eurocopas
| Copa          | Sede     | Resultado    | Partidos | Goles |
| ------------- | -------- | ------------ | -------- | ----- |
| Eurocopa 2024 | Alemania | Primera fase | 2        | 0     |

## Clubes
| Club                         | País                   | Año       |
| ---------------------------- | ---------------------- | --------- |
| F. K. Rabotnički             | Macedonia del Norte    | 2012-2014 |
| B. S. C. Young Boys          | Suiza                  | 2015-2021 |
| F. C. Wohlen (cedido)        | Suiza                  | 2018      |
| F. C. Winterthur (cedido)    | Suiza                  | 2018-2019 |
| Neuchâtel Xamax FCS (cedido) | Suiza                  | 2019-2020 |
| K. F. Tirana (cedido)        | Albania                | 2021      |
| K. F. Tirana                 | Albania                | 2021-2022 |
| K. F. Teuta Durrës (cedido)  | Albania                | 2021      |
| F. C. Vorskla Poltava        | Ucrania                | 2022-2024 |
| Baniyas Club (cedido)        | Emiratos Árabes Unidos | 2023-2024 |
| Bodrum F. K.                 | Turquía                | 2024-     |

## Palmarés

### Títulos nacionales
| Título                                  | Club             | País                | Año  |
| --------------------------------------- | ---------------- | ------------------- | ---- |
| Primera División de Macedonia del Norte | F. K. Rabotnički | Macedonia del Norte | 2014 |
| Copa de Macedonia del Norte             | F. K. Rabotnički | Macedonia del Norte | 2014 |
| Superliga de Albania                    | K. F. Tirana     | Albania             | 2022 |